# Joseph-Victor Ranvier
Joseph-Victor Ranvier, né  le 9 juillet 1832 à Lyon, et mort le 24 mai 1896 à Châtillon-sous-Bagneux, est un peintre français.

## Biographie

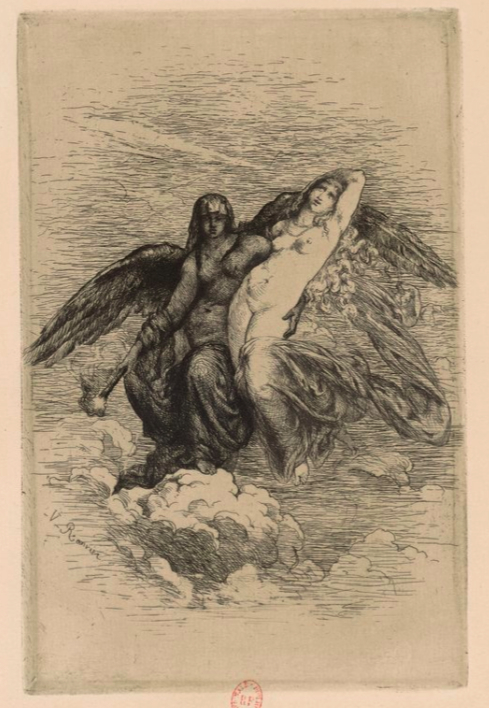
« Dernier mirage », illustration pour Émile Deschamps, dans Sonnets et eaux-fortes (1869).

Joseph-Victor Ranvier est le fils de Jean-François Victor Ranvier, négociant à Lyon, et le petit-fils de Dominique Mottet de Gérando. Il est le frère de Louis-Antoine Ranvier.
Élève de Irénée Richard et de Louis Janmot, son tableau Les Baigneuses a été acheté sur la liste civile de Napoléon III.
Il a également été peintre décorateur sur céramiques.

## Œuvres exposées au Salon
- 1859 : Idylle du soir.
- 1861 : Les Vertus s'en vont ; Les Œyypans, effet de soir ; Le matin, paysage.
- 1863 : La Sainte-Famille, sanctification du travail manuel ; Baigneuses, paysage.
- 1864 : La Chasse au filet ; Un Soir d'automne.
- 1865 : Enfance de Bacchus.
- 1868 : Dryade.
- 1869 : Vénus et l'Amour, aquarelle ; Idylle.
- 1870 : L'Hiver, faïence.
- 1872 : Une Nymphe des eaux ; Paysage.
- 1873 : Écho, réexposé en 1878.
- 1874 : Prométhée délivré, musée des beaux-arts de Lyon.
- 1876 : Le Matin.
- 1878 : La Chute des feuilles ; L'Aurore, plafond pour le palais de la Légion d'honneur à Paris.
- 1879 : La petite Tortue.
- 1880 : Bacchus et Ariane.
- 1882 : L'Enfant au cygne.